# Jim Brunzell
James “Jim” Brunzell (13 de agosto de 1949) es un luchador profesional estadounidense retirado más conocido por su nombre en el ring “Jumping” Jim Brunzell. Trabajó para diversas promociones en el transcurso de dos décadas. 
Entre sus logros destacan haber conseguido dos veces el Campeonato Mundial en Parejas de la AWA junto con Greg Gagne en la famosa pareja llamada The High Flyers

## Carrera

### American Wrestling Association
Jim trabajó para la American Wrestling Association en toda la década de 1970. En 1973, el hizo un papel de sparring con Billy Robinson en la película, El Luchador. El 7 de julio de 1973, junto con Greg Gagne derrotaron a “Black Jack” Lanza y a “Big Bad” Bobby Duncum por el Campeonato Mundial en Parejas de la AWA. Los retuvieron hasta septiembre de 1978, cuando fueron despojados de los títulos debido a que Jim sufrió una lesión mientras practicaba softball en un partido de caridad. 

### National Wrestling Alliance
Durante la segunda mitad de la década de 1970, Jim compitió en el territorio del Medio Atlántico donde ganó el Campeonato Peso Pesado del Medio Atlántico la NWA en dos ocasiones.

### Regresó a American Wrestling Association
Al regresar a la AWA, Jim reformó su equipo con Greg Gagne conocidos como los The High Flyers y llegaron a obtener el status de Main-Event. Consiguieron nuevamente el Campeonato en Parejas al derrotar a Jesse Ventura y Adrian Adonis. Después, Jim siguió compitiendo individualmente y en parejas hasta 1985.

### World Wrestling Federation
Jim firmó para luchar en la World Wrestling Federation. Aquí formó un equipo llamado The Killer Bees con otro luchador recién llegado, Brian Blair. Al parecer, Verne y Greg Gagne se sentían traicionados. Gagne incluso expresó su descontento durante una emisión de la AWA, haciendo referencias a la salida de Jim y su nuevo gimmick.
Brian y Jim tuvieron un éxito moderado dentro de la WWF. Los dos pelearon en contra de la Fundación Hart. También tuvieron un encuentro contra Jimmy Jack Funk & Hoss Funk en el evento The Big event ante 74.000 fanes. En Wrestlemania III pelearon contra Nikolai Volkoff y Iron Sheik, también participaron en la primera edición de Survivor Series donde consiguieron la victoria. The Killer Bees tuvo duración hasta 1988 cuando Blair abandona la WWF. Jim continuó peliando individualmente hasta 1989.

### Circuito Independiente
Compitió en el circuito independiente, principalmente en área de Chicago. Jim trabajó para la Universal Wrestling Federation en 1991. Mientras estuvo allí ganó Campeonato Mundial en Parejas junto con B. Brian Blair. Cuando la UWF cerró, Jim volvió al circuito independiente y también haciendo apariciones en WWF haciendo de jobber. 
El 23 de mayo de 1993, participó en la World Championship Wrestling en una Six Man Tag Team Match junto con Wahoo McDaniel y Blackjack Mulligan contra Dick Murdoch, Don Muraco y Jimmy Snuka. 
En 1994 hizo una aparición en la American Wrestling Federation como árbitro en una pelea por el Campeón Mundial Peso pesado de la AWF, en la que Tito Santana derrotó a Bob Orton, Jr. por el título.

## Campeonatos y logros
- American Wrestling Association
  - AWA World Tag Team Championship (2 veces) - con Greg Gagne
- Central States Wrestling
  - NWA World Tag Team Championship (Central States version) (2 veces) - con Mike George
- George Tragos / Lou Thesz International Wrestling Institute
  - Frank Gotch Award (2013)[1]
- Mid-Atlantic Championship Wrestling
  - NWA Mid-Atlantic Heavyweight Championship (2 veces)
- Universal Wrestling Federation
  - UWF World Tag Team Championship (1 vez) - con Brian Blair
- West Four Wrestling Alliance
  - WFWA Canadian Heavyweight Championship (1 vez)

- Pro Wrestling Illustrated
  - Equipo del año (1982) con Greg Gagne[2]
  - Situado en el Nº151 en los PWI 500 de 1991[3]
  - Situado en el Nº142 en los PWI 500 de 1992[4]
  - Situado en el Nº334 en los PWI 500 de 1993[5]
  - Situado en el Nº409 en los PWI 500 de 1994[6]
  - Situado en el Nº180 dentro de los 500 mejores luchadores de la historia - PWI Years, 2003
  - Situado en el Nº49 dentro de los 100 mejores equipos - PWI Years 2003